# Stadtbahn Tunis
Die Stadtbahn Tunis (wörtlich: leichte Métro (der Stadt) Tunis, französisch Métro léger de Tunis, arabisch المترو الخفيف لمدينة تونس al-Mītrū al-chafīf li-Madīnat Tūnis) ist ein 1985 in Betrieb genommenes Stadtbahnnetz im Großraum Tunis, der Hauptstadt Tunesiens. Das Netz hat eine Streckenlänge von 61,3 Kilometern und umfasst 6 Linien und 66 Stationen. Es wird von der Société des transports de Tunis (auch Transtu genannt), der für den ÖPNV im Großraum Tunis inklusive der Vorortbahn TGM zuständigen öffentlichen Verkehrsgesellschaft, betrieben. Die Stadtbahn Tunis ist, nach der von Heliopolis, die erste ihrer Art auf dem afrikanischen Kontinent.

## Geschichte

### Erstes Straßenbahnnetz

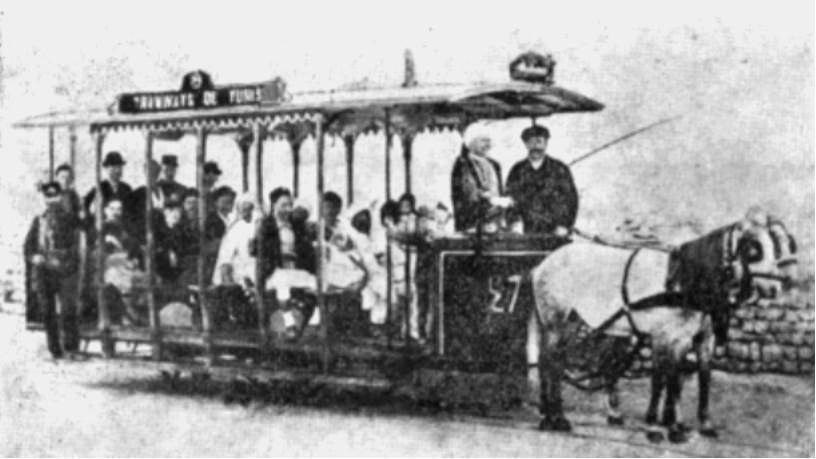
Pferdebahn in Tunis

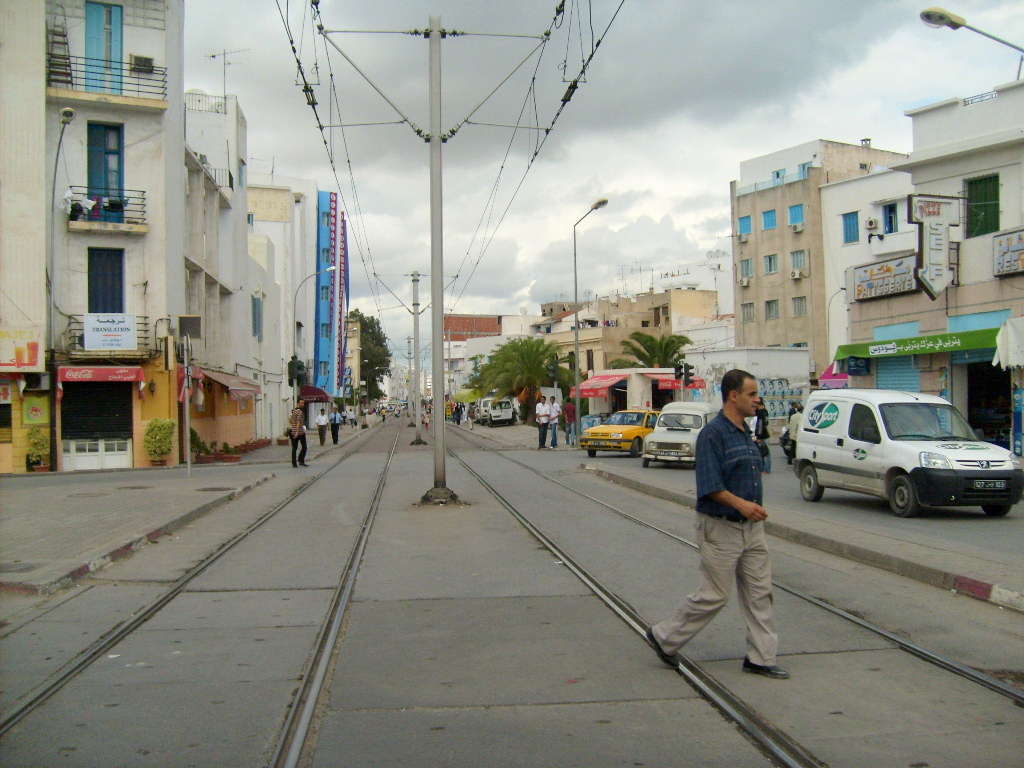
Blick auf einen Streckenabschnitt

In Tunis verkehrte seit dem Jahr 1885 eine Pferdebahn. Im Jahr 1900 wurde die erste elektrische Straßenbahn eröffnet. In der Folge wurde das elektrische Straßenbahnnetz immer weiter ausgebaut, bis im Jahr 1935 die größte Streckenlänge mit 30 Kilometern erreicht wurde.
Im Jahr 1945 wurden die ersten Straßenbahnlinien stillgelegt und durch Oberleitungsbusse ersetzt. In den folgenden 20 Jahren wurde das Netz schrittweise ausgedünnt, bis am 20. April 1960 die letzten beiden Straßenbahnlinien stillgelegt wurden. Dies waren die Linie 3 nach Le Bardo und die Linie 4 nach Manouba. Nur zehn Jahre später wurde dann auch der Oberleitungsbusverkehr wieder eingestellt.

### Neues Stadtbahnnetz

#### Grundnetz

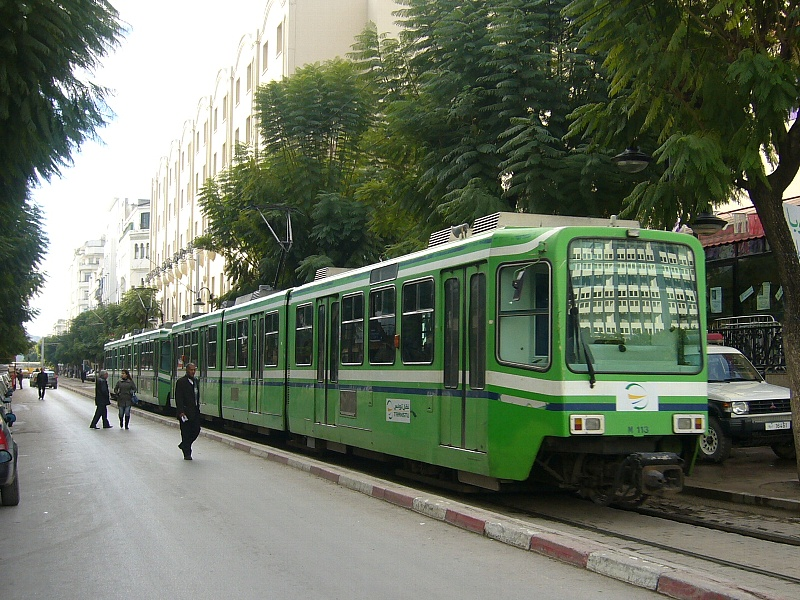
Triebzug Typ Hannover der Stadtbahn Tunis

Tunis hat als erste Stadt Afrikas ein modernes Stadtbahnsystem in Betrieb genommen. Die Anlagen wurden federführend von der Siemens AG gebaut, die Fahrzeuge waren Hochflur-Triebwagen, die in Anlehnung an die Hannoveraner TW 6000 von der Duewag gebaut wurden. Als erste Strecke wurde am 13. Oktober 1985 die Linie 1 Tunis Marine ↔ Ben Arous mit einer Länge von 9,5 Kilometern in Betrieb genommen. Am 7. November 1989 folgte die Linie 2 Place de Barcelone ↔ Ariana mit einer Länge von 8,9 Kilometern. Die Linie 3 Place de Barcelone ↔ Les Jasmins wurde gemeinsam mit der Linie 4 Tunis Marine ↔ Bardo am 25. Juli 1990 in Betrieb genommen. Im September 2009 folgte dann die Eröffnung der Linie 5 Place de Barcelone ↔ Intilaka. Im Juli 1994 wurde die Linie 3 über Les Jasmins hinaus bis nach Ibn Khaldoun verlängert. Am 27. März 1995 wurde auch die Linie 4 über Bardo hinaus bis nach Den Den verlängert. Damit war das bei Siemens beauftragte Grundnetz vollständig in Betrieb. Aufgrund der hohen Nachfrageentwicklung zeigte sich bald, dass die vorhandenen 78 Triebwagen nicht ausreichen würden. Deshalb mussten nicht nur zusätzliche Wagen beschafft werden, sondern auch ein zweiter Betriebshof gebaut werden.

#### Ausbau ab 2001

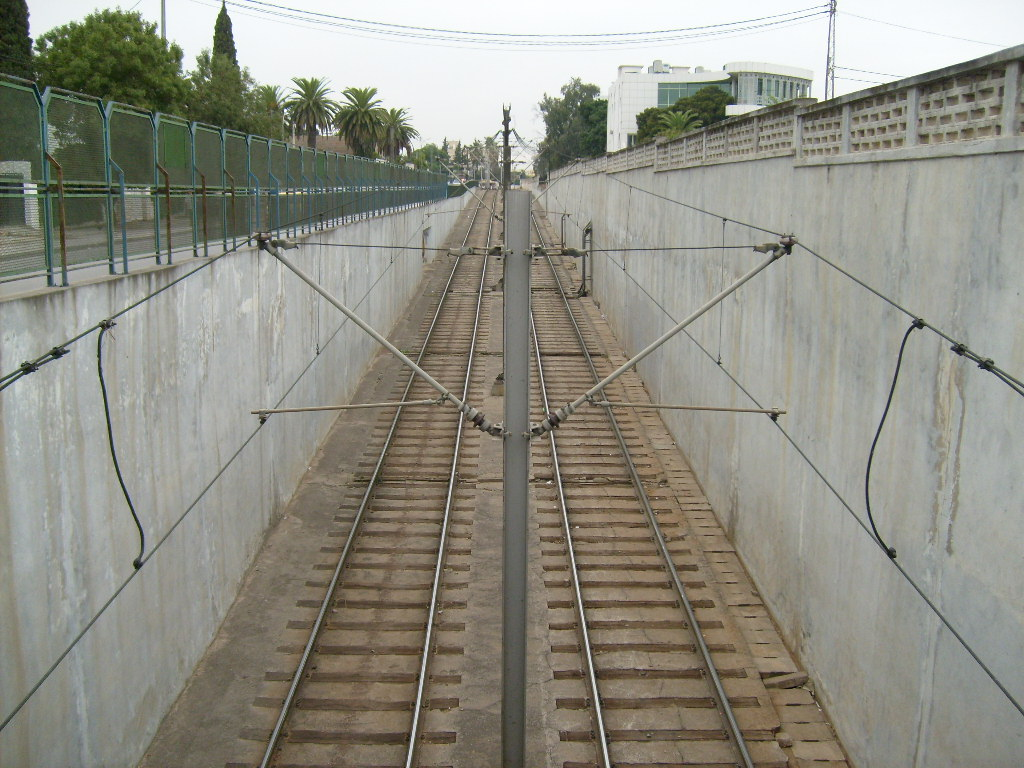
Blick auf eine Tunnelrampe

Neben dem großen Fahrgastzuwachs auf den vorhandenen Linien bestand auch der Wunsch, das Netz zu erweitern, um den Stadtteil El Mourouj mit mehr als 100 000 Einwohnern anschließen zu können. Dazu wurde eine Zweigstrecke von der Haltestelle Mohamed Ali an der Linie 1 gebaut. Am 11. August 2008 erfolgte die Eröffnung des ersten Abschnitts bis El Montazah, am 8. November 2008 ging dann die Gesamtstrecke nach El Mourouj in Betrieb. Für diese neue Strecke kehrte Tunis von Hochflur-Stadtbahnwagen ab und erteilte stattdessen Alstom den Auftrag zur Lieferung von 30 Niederflur-Straßenbahnwagen. Wegen ihrer Einstiegshöhe von 35 Zentimetern wurden die Hochbahnsteige wieder zurückgebaut. Auf der neuen Linie 6 verkehren ausschließlich Niederflurwagen. Am 10. Dezember 2009 wurde die Linie 4 um acht Haltestellen von Den Den zur Universität Manouba (Haltestelle Kheireddine) verlängert.

#### Änderungen in der Innenstadt
2019 gab der Verkehrsbetrieb die Zwischenhaltestellen auf dem Innenstadtabschnitt Place de la République – Place de Barcelone auf, wo die Richtungsgleise getrennt durch schmale Einbahnstraßen führen. Damit sollte der Verkehrsablauf beschleunigt werden, allerdings verschlechterte sich dadurch auch die Erreichbarkeit des Zentrums. Zur weiteren Entlastung der Innenstadt wurde die Linie 2 auf den Verlauf Place de la République ↔ Ariana verkürzt, befährt den Abschnitt bis Place de Barcelone also nicht mehr.

## Fahrzeuge
Zur Betriebseröffnung lieferte die DUEWAG zunächst 1984 und 1985 insgesamt 78 Hochflurwagen nach Tunis, die weitgehend dem TW 6000 der Stadtbahn Hannover entsprechen und 2,5 m breit sind. Es folgten Serien von 43 Stück 1991 und 1992 sowie 14 Stück 1997 und 1998, inzwischen hergestellt von Siemens. 2004 wurde zur Ergänzung die Anschaffung von zunächst 30 neuen Niederflurwagen von Alstom beschlossen. Seit Ende 2007 sind die 32 Meter langen fünfteiligen Multigelenkwagen vom Typ Citadis 302 im Einsatz. 2009 folgten weitere neun und 2013 weitere 16 Wagen. Sie besitzen nur einen Führerstand und verkehren grundsätzlich Heck an Heck gekuppelt in Doppeltraktion. Die Wagenbreite beträgt nur 2,4 m. Im Jahr 2018 lag der Fahrzeugbestand bei 134 Hochflurwagen und 55 Citadis 302.